# حسین‌آباد (قره کهریز)
حسین‌آباد روستایی در دهستان کوهسار بخش قره کهریز شهرستان شازند استان مرکزی ایران است.

## جمعیت
بر پایه سرشماری عمومی نفوس و مسکن در سال ۱۳۹۵ جمعیت این روستا ۴۰۰ نفر (۱۳۳خانوار) بوده‌است.